# La Chapelle-Moulière
La Chapelle-Moulière – miejscowość i gmina we Francji, w regionie Nowa Akwitania, w departamencie Vienne.
Według danych na rok 1990 gminę zamieszkiwało 425 osób, a gęstość zaludnienia wynosiła 25 osób/km² (wśród 1467 gmin regionu Poitou-Charentes La Chapelle-Moulière plasuje się na 609. miejscu pod względem liczby ludności, natomiast pod względem powierzchni na miejscu 495.).